# Festival Internacional de Cine de Venecia de 2008
La 65.ª edición de la Mostra de Venecia se inauguró el 27 de agosto de 2008 con el filme Burn After Reading, de los hermanos Coen, y se clausuró el 6 de septiembre de 2008. El jurado de competición internacional fue presidido por Wim Wenders. El León de Oro fue otorgado al filme El luchador, dirigido por Darren Aronofsky. El director italiano Ermanno Olmi, de 77 años, recibió un León de Oro por el conjunto de su filmografía.

## La 65.ª edición del festival
El festival se abrió el 27 de agosto de 2008 con la película Quemar después de leer, dirigida por los hermanos Coen, una cinta que no concurre en la competición oficial, pero la reacción del público indicará si Joel e Ethan Coen pueden repetir su éxito de 2008 con la galardonada No Country for Old Men.
A diferencia del Festival de Cannes u otros festivales, Venecia ha otorgado en pocas ocasiones su premio máximo a un filme norteamericano. La mayoría de las películas y directores premiados son de origen europeo o asiático. Lo mismo ocurre con las películas británicas.
En 2005, el director taiwanés Ang Lee ganó el León de Oro con su filme Brokeback Mountain, película que también ganó el Oscar a la mejor Dirección. Lee ha ganado el premio máximo de Venecia en dos ocasiones.
Entre las actrices presentes en esta edición se cuenta con Natalie Portman, por su debut en Eve o la estrella rusa Ksenia Rappoport, que intervendrá en las ceremonias de inauguración y de clausura.
El director de cine independiente alemán Wim Wenders (París, Texas o Alas de Deseo) encabezará el jurado oficial.
El festival se clausuró el 6 de septiembre de 2008 con grandes quejas sobre la calidad de la selección de las películas.
El 65.ª edición de la Mostra de Venecia fue dedicada al director egipcio Youssef Chahine, muerto el año anterior a los 82 años de edad y con una notable trayectoria en el cine árabe. El director del festival, Marco Mueller, expuso públicamente la deuda del cine para con Chahine.

## Sobre las películas en el festival
De las 52 películas seleccionadas para este año, solo 21 compitieron para el León de Oro. La mayoría de las películas buscan la relevancia del festival para su presentación, primer pase o première, en especial las de ganadores de años anteriores. En esta ocasión, la Mostra incluyó el pase del thriller psicológico de Kathryn Bigelow, The Hurt Locker, película que aborda las tensiones físicas y emocionales que afrontaron los soldados estadounidenses para la desactivación de explosivos en la guerra de Irak. O el filme Birdwatcher, dirigido por el italiano Marco Bechis. También asistió el premiado Darren  Aronofsky con su película El luchador o el director Barbet Schroeder con su filme L'Inju: la Bete dans l'Ombre.
Sin películas británicas y con una presencia escasa de EE. UU., la Mostra de 2008 apostó por el cine italiano y japonés, con cuatro películas de cada país, incluyendo una de animación que ganó un Oscar. Se trata de la película Gake no ue no Ponyo, dirigida por Hayao Miyazaki. Las películas europeas fueron las favoritas, tras una agresiva huelga de guionistas en Hollywood y una economía mundial en recesión.
El grueso del festival está dedicado a títulos japoneses y franceses. El cine africano está también presente con el director etíope Haile Gerima y su película Teza. El argelino Helmer Tariq Teguia presenta Inland. Por parte japonesa se presenta Akires a kame (Aquiles y la tortuga), dirigida por Takeshi Kitano, que ganó el León de Oro en 1997 por Hana-bi y en 2003 obtuvo el premio especial del jurado para Zatoichi.
Fuera de competición se incluye el mediometraje 35 Rones, del director francés Claire Denis, la película Shirin, del cineasta iraní Abbas Kiarostami y un documental autobiográfico belga dirigido por Agnès Varda.
El "récord" para la película más larga es para Melancholia, del director filipino Lav Diaz, con una duración de siete horas y media. La cinta fue incluida en la sección Orizzonti (Horizontes).
Un lugar destacado de esta Mostra, dedicada al cine italiano, fue la versión restaurada de Federico Fellini, El jeque blanco (1952), comedia con cuarenta minutos de imágenes descubiertas recientemente.

## Jurado
Las siguientes personas fueron seleccionadas para formar parte del jurado de esta edición:
Competición oficial
- Wim Wenders, director alemán (Presidente)
- Yuri Arabov, guionista y escritor ruso
- Valeria Golino, actriz y directora italiana
- Douglas Gordon, artista escocés
- John Landis, director estadounidense
- Lucrecia Martel, direectora argentina
- Johnnie To, director de Hong Kong

Horizontes (Orizzonti)
- Chantal Akerman, director belga (Presidente)
- Nicole Brenez, historiador y profesor de cine francés
- Barbara Cupisti, actriz y directora italiana
- José Luis Guerín, cineasta español
- Veiko Õunpuu, director estonio

Opera Prima
- Abdellatif Kechiche, actor y director franco-tunecino (Presidente)
- Alice Braga, actriz brasileña
- Gregory Jacobs, director estadounidense
- Donald Ranvaud, periodista y productor británico
- Heidrun Schleef, guionista italiano

## Selección oficial

### En Competición
Las películas siguientes compitieron para el premio:
Competición internacional:
| Título en España               | Título original              | Director(es)                           | País                            |
| ------------------------------ | ---------------------------- | -------------------------------------- | ------------------------------- |
| Aquiles y la tortuga           | Akiresu to Kame              | Takeshi Kitano                         | Japón                           |
| La tierra de los hombres rojos | La terra degli uomini rossi  | Marco Bechis                           | Italia                          |
| Lejos de la tierra quemada     | The Burning Plain            | Guillermo Arriaga                      | EE. UU.                         |
| El padre de Giovanna           | Il papà di Giovanna          | Pupi Avati                             | Italia                          |
| En tierra hostil               | The Hurt Locker              | Kathryn Bigelow                        | EE. UU.                         |
| Inju, la bestia en la sombra   | Inju, la bête dans l'ombre   | Barbet Schroeder                       | Francia                         |
| Gabbla                         | Gabbla                       | Tariq Teguia                           | Argelia, Francia                |
| Jerichow                       | Jerichow                     | Christian Petzold                      | Alemania                        |
| Milk                           | Süt                          | Semih Kaplanoglu                       | Turquía, Francia, Alemania      |
| 'L’Autre                       | 'L’Autre                     | Patrick Mario Bernard, Pierre Trividic | Francia                         |
| Soldado de papel               | Bumazhnyy soldat             | Aleksei German                         | Russia                          |
| Un giorno perfetto             | Un giorno perfetto           | Ferzan Özpetek                         | Italia                          |
| Plastic City                   | Dangkou                      | Yu Lik-wai                             | Brasil, China, Hong Kong, Japón |
| Ponyo en el acantilado         | Gake no Ue no Ponyo          | Hayao Miyazaki                         | Japón                           |
| La boda de Rachel              | Rachel Getting Married       | Jonathan Demme                         | EE. UU.                         |
| Il seme della discordia        | Il seme della discordia      | Pappi Corsicato                        | Italia                          |
| Surcadores del cielo           | Sukai Kurora                 | Mamoru Oshii                           | Japón                           |
| Teza                           | Teza                         | Haile Gerima                           | Etiopía, Alemania, Francia      |
| Nuit de Chien                  | Nuit de Chien                | Werner Schroeter                       | Francia, Alemania, Portugal     |
| Vegas: Based on a True Story   | Vegas: Based on a True Story | Amir Naderi                            | EE. UU.                         |
| El luchador                    | The Wrestler                 | Darren Aronofsky                       | EE. UU., Francia                |

### Fuera de competición
Las películas siguientes fueron seleccionadas para ser exhibidas fuera de competición:
Largometrajes
| Título en español                            | Título original                                 | Director(es)                   | País                          |
| -------------------------------------------- | ----------------------------------------------- | ------------------------------ | ----------------------------- |
| 35 tragos de ron                             | 35 Rhums                                        | Claire Denis                   | Francia, España               |
| Las playas de Agnès                          | Les Plages d'Agnes                              | Agnès Varda                    | Francia                       |
| Burn After Reading                           | Burn After Reading                              | Joel e Ethan Coen              | EE. UU.                       |
| Cry Me a River (corto)                       | Heshang aiqing                                  | Jia Zhangke                    | China, España, Francia        |
| Encarnação do Demônio                        | Encarnação do Demônio                           | Jose Mojica Marins             | Brasil                        |
| Monster X Strikes Back: Attack the G8 Summit | Girara no Gyakushū: Tōyako Samitto Kiki Ippatsu | Minoru Kawasaki                | Japón                         |
| Puccini e la fanciulla                       | Puccini e la fanciulla                          | Paolo Benvenuti & Paola Baroni | Italia                        |
| The Tsunami Warrior                          | Puen yai jom sa lad                             | Nonzee Nimibutr                | Tailandia                     |
| Shirin                                       | Shirin                                          | Abbas Kiarostami               | Irán                          |
| Vinyan                                       | Vinyan                                          | Fabrice Du Welz                | Francia, Reino Unido, Bélgica |

Cortometrajes
| Título original                                       | Director(es)       | País             |
| ----------------------------------------------------- | ------------------ | ---------------- |
| Do Visível ao Invisível (segmento de Mundo Invisível) | Manoel de Oliveira | Brasil, Portugal |
| Vicino al Colosseo c’è Monti (corto documental)       | Mario Monicelli    | Italia           |

Pases especiales
| Título original | Director(es)      | País   |
| --------------- | ----------------- | ------ |
| Yuppi du        | Adriano Celentano | Italia |

Largometrajes
| Título en español                              | Título original                                | Director(es)                             | País            |
| ---------------------------------------------- | ---------------------------------------------- | ---------------------------------------- | --------------- |
| Bajo el signo de las sombras (1984 documental) | Bajo el signo de las sombras (1984 documental) | Ferrán Alberich                          | España          |
| Ladrón de bicicletas (1948)                    | Ladri di biciclette                            | Vittorio De Sica                         | Italia          |
| Estación central (1958)                        | Bab el-hadid                                   | Youssef Chahine                          | Egipto, Francia |
| Vida en sombras (1947)                         | Vida en sombras (1947)                         | Lorenzo Llobet                           | España          |
| Orfeo 9 (1975)                                 | Orfeo 9 (1975)                                 | Tito Schipa Jr.                          | Italia          |
| La rabbia di Pasolini (2008, documental)       | La rabbia di Pasolini (2008, documental)       | Pier Paolo Pasolini, Giuseppe Bertolucci | Italia          |
| Takadanobaba Duel (1937)                       | Kettô Takadanobaba                             | Masahiro Makino, Hiroshi Inagaki         | Japón           |
| Tutto è musica (1963 musical)                  | Tutto è musica (1963 musical)                  | Domenico Modugno                         | Italia          |
| En el cielo pintado de azul (1959)             | Nel blu dipinto di blu - Volare                | Piero Tellini                            | Italia          |

## Corto Cortissimo
Los siguientes cortometrajes fueron exhibidas en la sección de Corto Cortissimo:
| Título                                 | Director                           | País                        |
| -------------------------------------- | ---------------------------------- | --------------------------- |
| 1937                                   | Giacomo Gatti Francesco Carrozzini | USA, Italia, Francia        |
| De onbaatzuchtigen                     | Koen Dejaegher                     | Bélgica                     |
| Noces de cendre                        | Pierre Eden Simon                  | Bélgica                     |
| The Butcher’s Shop                     | Philip Haas                        | EE. UU.                     |
| Corpus/Corpus                          | Christophe Loizillon               | Francia                     |
| Vacsora                                | Karchi Perlmann                    | Hungría                     |
| Vdih (working title)                   | Igor Sterk                         | Eslovenia                   |
| Ich träume nicht auf Deutsch           | Ivana Lalovic                      | Suiza, Bosnia y Herzegovina |
| I’m in Away from Here                  | Catriona MacInnes                  | Reino Unido                 |
| Tierra y Pan                           | Carlos Armella                     | México                      |
| Lögner                                 | Jonas Odell                        | Suecia                      |
| Wode                                   | Liu Hui                            | China                       |
| Zand                                   | Joost Van Ginkel                   | Países Bajos                |
| Teine tulemine                         | Tanel Toom                         | Estonia                     |
| The Stars Don't Twinkle in Outer Space | Peter Thwaites                     | Reino Unido                 |
| Dix                                    | Bif                                | Francia, Reino Unido        |
| Vi der blev tilbage                    | Martin de Thurah                   | Dinamarca                   |
| Khi toi 20                             | Dang Di Phan                       | Vietnam                     |

Fuera de competición
| Título                | Director         | País    |
| --------------------- | ---------------- | ------- |
| Eve                   | Natalie Portman  | EE. UU. |
| Jarred                | Martin Gaiss     | EE. UU. |
| Alba                  | Giorgia Farina   | Italia  |
| Il colore della Bassa | Giuseppe Morandi | Italia  |
| Un canto lontano      | Alberto Momo     | Italia  |
| Managua Boxing        | Frediana Fornari | Italia  |

## Horizontes (Orizzonti)
Las películas siguientes fueron seleccionadas para la sección Horizontes (Orizzonti):
Largometrajes
| Título español            | Título original           | Director(es)              | País de producción       |
| ------------------------- | ------------------------- | ------------------------- | ------------------------ |
| Il primo giorno d’inverno | Il primo giorno d’inverno | Mirko Locatelli           | Italy                    |
| Goodbye Solo              | Goodbye Solo              | Ramin Bahrani             | EE. UU.                  |
| A Erva do Rato            | A Erva do Rato            | Julio Bressane, Rosa Dias | Brasil                   |
| Voy a explotar            | Voy a explotar            | Gerardo Naranjo           | México                   |
| Jay                       | Jay                       | Francis Xavier Pasion     | Filipinas                |
| Un lac                    | Un lac                    | Philippe Grandrieux       | Francia                  |
| Melancholia               | Melancholia               | Lav Diaz                  | Filipinas                |
| Pa-ra-da                  | Pa-ra-da                  | Marco Pontecorvo          | Italia, Francia, Rumanía |
| Parc                      | Parc                      | Arnaud des Pallières      | Francia                  |
| Perfect Life              | Wanmei Shenhuo            | Emily Tang                | China, Hong Kong         |
| Khastegi                  | Khastegi                  | Bahman Motamedian         | Irán                     |
| Wild Field                | Dikoe Pole                | Mikhail Kalatozishvili    | Rusia                    |
| Zero Bridge               | Zero Bridge               | Tariq Tapa                | India, EE. UU.           |

Documentales
| Título original         | Director(es)                         | País de producción |
| ----------------------- | ------------------------------------ | ------------------ |
| Below Sea Level         | Gianfranco Rosi                      | Italy, EE. UU.     |
| L'Exil et le royaume    | Andreο Schtakleff, Jonathan Le Fourn | Francia            |
| Los Herederos           | Eugenio Polgovsky                    | México             |
| In Paraguay             | Ross McElwee                         | EE. UU.            |
| Puisque nous sommes nés | Jean-Pierre Duret, Andréa Santana    | Francia, Brasil    |
| Women                   | Huang Wenhai                         | China, Suiza       |
| Z32                     | Avi Mograbi                          | Israel, Francia    |

Horizonte Eventos Documentales
| Título original                      | Director(es)                      | País de producción |
| ------------------------------------ | --------------------------------- | ------------------ |
| Antonioni su Antonioni               | Carlo Di Carlo                    | Italia             |
| La fabbrica dei tedeschi             | Mimmo Calopresti                  | Italia             |
| Soltanto un nome nei titoli di testa | Daniele Di Biasio                 | Italia             |
| ThyssenKrupp Blues                   | Pietro Balla & Monica Repetto     | Italia             |
| Valentino: The Last Emperor          | Matt Tyrnauer                     | EE. UU.            |
| Venezia '68                          | Antonello Sarno, Steve Della Casa | Italia             |
| Verso Est                            | Laura Angiulli                    | Italia, Bosnia     |

## Retrospectivas

### La historia secreta del cine italiano (1946-1975)
Las sesiones monográficas especiales se dedicaron a la historia secreta de cine italiano. Esta es la quinta parte de la retrospectiva iniciada en la 61.ª edición del festival.
Ficción
| Título español                        | Título original           | Director(es)                  | Año  |
| ------------------------------------- | ------------------------- | ----------------------------- | ---- |
| Agostino                              | Agostino                  | Mauro Bolognini               | 1962 |
| Arcana                                | Arcana                    | Giulio Questi                 | 1972 |
| I basilischi                          | I basilischi              | Lina Wertmüller               | 1963 |
| La bella di Lodi                      | La bella di Lodi          | Mario Missiroli               | 1963 |
| La città dolente                      | La città dolente          | Mario Bonnard                 | 1949 |
| Proceso a la ciudad                   | Processo alla città       | Luigi Zampa                   | 1952 |
| Años difíciles                        | Anni difficili            | Luigi Zampa                   | 1948 |
| La mujer del día                      | La donna del giorno       | Francesco Maselli             | 1956 |
| Il grido della terra                  | Il grido della terra      | Duilio Coletti                | 1949 |
| Fuoco!                                | Fuoco!                    | Gian Vittorio Baldi           | 1968 |
| Flashback                             | Flashback                 | Raffaele Andreassi            | 1969 |
| La cuccagna                           | La cuccagna               | Luciano Salce                 | 1962 |
| Leoni al sole                         | Leoni al sole             | Vittorio Caprioli             | 1961 |
| Una carta al amanecer                 | Una lettera all’alba      | Giorgio Bianchi               | 1948 |
| Un mundo nuevo                        | Un monde nouveau          | Vittorio De Sica              | 1964 |
| Toh è Morta la Nonna                  | Toh è Morta la Nonna      | Mario Monicelli               | 1969 |
| Opiate '67                            | Opiate '67                | Dino Risi                     | 1963 |
| Nuestra señora de los turcos          | Nostra Signora dei Turchi | Carmelo Bene                  | 1968 |
| Parigi o cara                         | Parigi o cara             | Vittorio Caprioli             | 1962 |
| Pelle Viva                            | Pelle Viva                | Giuseppe Fina                 | 1964 |
| Un uomo ritorna                       | Un uomo ritorna           | Max Neufeld                   | 1946 |
| Il cielo è rosso                      | Il cielo è rosso          | Claudio Gora                  | 1950 |
| Smog                                  | Smog                      | Franco Rossi                  | 1963 |
| Una vida violenta                     | Una vita violenta         | Paolo Heusch & Brunello Rondi | 1962 |
| El jeque blanco (con escena inéditas) | Lo Sceicco Bianco         | Federico Fellini              | 1952 |

Documental
| Título original                                                                       | Director(es)                         | Año  |
| ------------------------------------------------------------------------------------- | ------------------------------------ | ---- |
| E il Casanova di Fellini?                                                             | Gianfranco Angelucci y Liliana Betti | 1975 |
| Italia proibita                                                                       | Enzo Biagi                           | 1963 |
| La Forza e la Ragione (entrevista a Salvador Allende)                                 | Roberto Rossellini                   | 1971 |
| I misteri di Roma (Mysteries of Rome)                                                 | (collective film)                    | 1963 |
| Provini per "Il padre selvaggio" (una serie de audiciones de un film nunca realizado) | Pier Paolo Pasolini                  | 1962 |
| Spot Banca di Roma (corto publicitario)                                               | Federico Fellini                     | 1992 |

## Secciones independientes

### Semana Internacional de la Crítica
Las películas siguientes fueron seleccionadas para la 23ª Semana Internacional de la Crítica del Festival de Cine de Venecia:
En competición
| Título original      | Director(es)       | País de producción  |
| -------------------- | ------------------ | ------------------- |
| L'apprenti           | Samuel Collardey   | Francia             |
| Huanggua / Qing gua  | Zhou Yaowu         | China               |
| Kabuli Kid           | Barmak Akram       | Francia, Afganistán |
| Pranzo di ferragosto | Gianni Di Gregorio | Italia              |
| Čuvari noći          | Namik Kabil        | Bosnia              |
| Sell Out!            | Yeo Joonhan        | Malasia             |
| Iki Çizgi'           | Selim Evci         | Turquía             |

Fuera de competición
| Título original                                      | Director(es)    | País de producción |
| ---------------------------------------------------- | --------------- | ------------------ |
| ''Cold Lunch (Lønsj)                                 | Eva Sørhaug     | Noruega            |
| Pinuccio Lovero - Sogno di una morte di mezza estate | Pippo Mezzapesa | Italia             |

### Venice Days
Las películas siguientes fueron seleccionadas para la 7ª edición de la sección de Venice Days (Giornate degli Autori):
Largometrajes
| Título en español | Título original  | Director(es)          | País de producción          |
| ----------------- | ---------------- | --------------------- | --------------------------- |
| Un altro pianeta  | Un altro pianeta | Stefano Tummolini     | Italia                      |
| Broken Lines      | Broken Lines     | Sallie Aprahamian     | Reino Unido                 |
| Machan            | Machan           | Uberto Pasolini       | Sri Lanka, Italia, Alemania |
| The Visitor       | Muukalainen      | Jukka-Pekka Valkeapää | Finlandia                   |
| Nowhere Man       | (N)iemand        | Patrice Toye          | Bélgica                     |
| Pesca deportiva   | Pescuit sportiv  | Adrian Sitaru         | Rumanía                     |
| Landscape No. 2   | Pokrajina št. 2  | Vinko Möderndorfer    | Slovenia                    |
| Rasguño           | Rysa             | Michał Rosa           | Polonia                     |
| Una semana solos  | Una semana solos | Celina Murga          | Argentina                   |
| Stella            | Stella           | Sylvie Verheyde       | Francia                     |
| El maestro rural  | Venkovský učitel | Bohdan Sláma          | República Checa             |

Retratos (Documentales)
| Título original             | Director(es)                     | País de producción |
| --------------------------- | -------------------------------- | ------------------ |
| Che saccio                  | Camille d'Arcimoles              | Italia             |
| Il passato è il mio bastone | Flavia Mastrella & Antonio Rezza | Italia             |

Villa degli Autori – Open Space
| Título original                        | Director(es)                    | País de producción |
| -------------------------------------- | ------------------------------- | ------------------ |
| Adius Piero Ciampi e altre storie      | Ezio Alovisi                    | Italia             |
| Emilia Galotti: dal Settecento ad oggi | Alessandro Berdini              | Italia             |
| Lo stato d’eccezione                   | Germano Maccioni                | Italia             |
| Un paese diverso                       | Silvio Soldini & Giorgio Garini | Italia             |

## Premios

### Sección oficial-Venecia 65
Las siguientes películas fueron premiadas en el festival:
- León de Oro a la mejor película: El luchador de Darren Aronofsky
- León de Plata a la mejor dirección: Aleksei German por Soldado de papel
- Premio especial del Jurado: Teza de Haile Gerima
- Copa Volpi al mejor actor: Silvio Orlando por El padre de Giovanna
- Copa Volpi a la mejor actriz: Dominique Blanc por L'autre
- Premio Marcello Mastroianni al mejor actor o actriz revelación: Jennifer Lawrence para Lejos de la tierra quemada
- Premio Osella a la mejor fotografía: Alisher Khamidhodjaev y Maxim Drozdov por Soldado de papel
- Premio Osella al mejor guion: Haile Gerima por Teza

Premios especiales
- León de Oro a toda una trayectoria: Werner Schroeter

Horizontes - 'Premio Orizonti' 
- Premio Orizzonti: Melancholia de Lav Diaz[31]
- Premio Orizzonti a la mejor película documental: Below Sea Level de Gianfranco Rosi
- Mención Especial: Un Lac de Philippe Grandrieux

Corto Cortissimo
- Mejor cortometraje: Tierra y Pan de Carlos Armella

Mención especial: 'Vacsora deKarchi Perlmann
- Premio al mejor film europeo: De onbaatzuchtigen de Koen Dejaegher

### Secciones independientes
Las siguientes películas fueron premiadas en las secciones independientes:
Semana Internacional de la Crítica
- Mejor película: L'apprenti de Samuel Collardey

León del futuro
- Premio Luigi de Laurentis a la mejor película de debut: Pranzo di ferragosto de Gianni di Gregorio
- Premio Francesco Pasinetti (SNGCI): Pranzo di ferragosto de Gianni di Gregorio
- Premio Isvema al mejor debut o segunda película: Pranzo di ferragosto de Gianni di Gregorio
- Premio Arca Cinemagiovani:
  - Mejor película Venezia 65: En tierra hostil de Kathryn Bigelow
  - Mejor película italiana: Pranzo di ferragosto de Gianni di Gregorio
  - Premio Altre Visioni: Sell Out! de Yeo Joon Han
- Premio EIUC por los derechos humanos: Kabuli Kid de Akram Barmak

Venice Days (Giornate Degli Autori)
- Premio Cinemas Label Europa: Machan de Uberto Pasolini
- Premio especial Christopher D. Smithers Foundation: Stella de Sylvie Verheyde
- Queer Lion: Un altro pianeta de Stefano Tummolini
- Premio FEDIC: Machan de Uberto Pasolini
- Premio Lina Mangiacapre: Stella de Sylvie Verheyde

### Otros premios
Las siguientes películas fueron premiadas en otros premios de la edición:
- Premio FIPRESCI: 
  - Mejor película (Sección oficial): Gabbla de Tariq Teguia
  - Mejor película (Fuera de compètición): Goodbye Solo de Ramin Bahrani
- Premio SIGNIS: En tierra hostil de Kathryn Bigelow

Mención especial: Vegas: Based on a True Story de Amir Naderi y Teza de Haile Gerima
- Premio Francesco Pasinetti (SNGCI):
  - Mejor actor: Silvio Orlando por El padre de Giovanna
  - Mejor actriz: Isabella Ferrari por Un giorno perfetto

Mención especial: Pa-ra-da de Marco Pontecorvo (fuera de competición)
- Premio Doc/it: Below Sea Level de Gianfranco Rosi

Mención especial: L'apprenti de Samuel Collardey
- Premio Leoncino d'oro Agiscuola: El padre de Giovanna de Pupi Avati
- Premio UNICEF: Teza de Haile Gerima
- Premio Art Cinema: Wild Field de Mikhail Kalatozishvili (fuera de competición)
- Premio La Navicella – Venezia Cinema: En tierra hostil de Kathryn Bigelow
- Premio C.I.C.T. UNESCO Enrico Fulchignoni: La tierra de los hombres rojos de Marco Bechis
- Premio Biografilm Lancia:
  - Mejor película de ficción: La boda de Rachel de Jonathan Demme
  - Mejor documental: Below Sea Level de Gianfranco Rosi (Horizons)
- Premio Nazareno Taddei: El padre de Giovanna de Pupi Avati
- Premio Don Gnocchi: Pa-ra-da de Marco Pontecorvo (fuera de competición)

Mención especial: Ezio Greggio por El padre de Giovanna
- Premio Future Film Festival Digital: The Sky Crawlers de Mamoru Oshii

Mención especial: Gake no ue no Ponyo de Hayao Miyazaki
- Premio Brian: Khastegi de Bahman Motamedian
- Premio Lanterna Magica: Pa-ra-da de Marco Pontecorvo
- Premio CinemAvvenire - mejor película: Vegas: Based on a True Story de Amir Naderi
- Premio Bastone Bianco (Filmcritica): Aquiles y la tortuga (Akires to kame) de Takeshi Kitano
- Premio Human Rights Film Network: En tierra hostil de Kathryn Bigelow
- Premio Air For Film Fest: Pa-ra-da de Marco Pontecorvo
- Premio "Poveri ma belli": Puccini e la fanciulla de Paolo Benvenuti
- Premio Mimmo Rotella: Gake no ue no Ponyo de Hayao Miyazaki